# おがみ松吾郎
『おがみ松吾郎』（おがみまつごろう）は、伊藤実による日本の漫画作品。

## 概要
1987年から約3年間『週刊少年マガジン』（講談社）にて連載された。

## 主な登場人物
尾上松吾郎
長崎小梅

## 単行本
- 少年マガジンコミックス（講談社）全15巻 ※1993年に新装版計9巻発行。

1. ISBN 9784063112634（1987年7月）
2. ISBN 9784063112801（1987年9月）
3. ISBN 9784063113068（1987年12月）
4. ISBN 9784063113198（1988年2月）
5. ISBN 9784063113556（1988年6月）
6. ISBN 9784063113808（1988年9月）
7. ISBN 9784063114034（1988年11月）
8. ISBN 9784063114225（1989年2月）
9. ISBN 9784063114386（1989年4月）
10. ISBN 9784063114591（1989年6月）
11. ISBN 9784063114850（1989年9月）
12. ISBN 9784063115116（1989年12月）
13. ISBN 9784063115284（1990年2月）
14. ISBN 9784063115505（1990年4月）
15. ISBN 9784063115772（1990年6月）

## OVA
1989年製作。

### キャスト
- 堀秀行（松吾郎）
- 玉川紗己子（長崎小梅）
- 沢木郁也
- 鈴木勝美
- 古田信幸
- 中田和宏
- 勝生真沙子
- 安西正弘
- 加藤精三
- 山口健
- 吉村よう

### スタッフ
- 監督、キャラクターデザイン、作画監督：大森英敏
- 脚本：増田紀夫
- 美術：山口俊和
- 音楽：高橋洋一